# Роговиці
Роговиці (пол. Rogowice) — село в Польщі, у гміні Мнюв Келецького повіту Свентокшиського воєводства.
Населення — 276 осіб (2011).
У 1975-1998 роках село належало до Келецького воєводства.

## Демографія
Демографічна структура на день 31 березня 2011 року:
|          | Загалом | Допрацездатний вік | Працездатний вік | Постпрацездатний вік |
| -------- | ------- | ------------------ | ---------------- | -------------------- |
| Чоловіки | 127     | 19                 | 93               | 15                   |
| Жінки    | 149     | 29                 | 77               | 43                   |
| Разом    | 276     | 48                 | 170              | 58                   |